# Shwebo (dystrykt)
Shwebo (birm.: ရွှေဘိုခရိုင်) – dystrykt w Mjanmie, w prowincji Sikong.
Według spisu z 2014 roku zamieszkują tu 1 433 343 osoby, w tym 661 016 mężczyzn i 772 327 kobiet, a ludność miejska stanowi 12,4% populacji.
Dystrykt dzieli się na 8 townships: Shwebo, Khin U, Weltet, Kambalu, Kyunhla, Ye U, Depayin, Tasei i jedno subtownship: Kyaukmyaung.